# Hellenic Motor Museum
Das Hellenic Motor Museum ist ein privates Automuseum in Athen. Es wird von der Theodore Charagionis Foundation betrieben. Das Museum belegt die oberen Stockwerke des Einkaufszentrums Athenian Capitol. Gezeigt werden im Wechsel 110 Exponate der 294 Fahrzeuge umfassenden Sammlung. 
Zu den Objekten gehören: Abarth Fiat 750 Zagato Record Monza, American La France 1918, Aston Martin DB2, Austin “7” Opal Tourer, Chrysler Imperial 1959 von Robert Plant, DKW F12 Roadster Saxomat, Ferrari 308 GTS 1980 (jüngstes Fahrzeug), Lancia Aurelia 1953 von Lorenzo Bandini, Lincoln Sports Roadster L151 1927, Mercedes-Benz 300 SL Flügeltürer von Paul Newman, Super Two Ford 1962, Triumph 2000 1949, ungarisches Feuerwehrfahrzeug von 1896 (ältestes Fahrzeug), Voisin C4 Roadster, Willys Whippet 6 Roadster 1929.
Das Museum befindet sich an der Ecke 3. Septemvriou/Ioullianou, nordwestlich des Archäologischen Nationalmuseums und der U-Bahn-Station Viktoria.